# Арман, Эмиль
Эмиль Арманд (26 марта 1872, Париж — 19 февраля 1962, Руан) — французский общественный деятель, анархо-индивидуалист, писатель-философ. Известен как пропагандист нудизма.
Арман был сыном активного участника Парижской коммуны и вырос в резко антиклерикальной среде. В детстве не посещал школы и все знания получил от своего старшего брата. Уже в юном возрасте был знаком с самыми важными произведениями классической литературы и был способен читать на нескольких европейских языках. Во время пребывания в 16-летнем возрасте в Лондоне изучал Новый Завет, что впоследствии привело к кризису в его мировоззрении. После возвращения на родину стал членом парижской Армии спасения, находясь в её рядах с 1889 по 1897 год. На основе полученного в ней большого практического опыта общения с людьми и своего непоколебимого скептического духа от своего христианского гуманизма он постепенно пришёл к вдохновлённому Толстым христианскому анархизму. Первоначально под влиянием Les Temps Nouveaux Жана Грава он стал коммунистическим анархистом, однако вскоре после прочтения трудов Ницше и Макса Штирнера, а также Бенджамина Такера, Уолта Уитмана и Ральфа Уолдо Эмерсона обратился к индивидуальному анархизму. В своей публикации «Наши требования как анархистов-индивидуалистов» (1945) он подробно рассматривал этот вопрос.
В 1911 году он издал «Le petit manuel anarchiste individualiste» («Краткое руководство индивидуального анархиста»). В 1912 году начал выступать в печати против насилия как средства политической борьбы. Во многих из своих работ он призывал анархистов не надеяться на лучшее будущее, а жить в сегодняшнем мире и быть активными.
В 1922 году он основал журнал «L’En-Dehors», выходивший до 1939 года. Арман был соучредителем Антивоенной лиги.
За более чем полвека Арман опубликовал большое количество книг, брошюр и статей. Его самые известные произведения — L’Initiation individualiste anarchiste (1923) и «La révolution sexuelle et la camaraderie amoureuse» (1934). Принимал участие в работе над «Анархической энциклопедией» Себастьяна Фора.
Скончался 19 февраля 1962 года в Руане.